# Cebio Soukou
Cebio Soukou (Bochum, 2 ottobre 1992) è un calciatore tedesco naturalizzato beninese, attaccante dell'Ümraniyespor e della nazionale beninese.

## Carriera

### Club
Ha giocato 14 partite nella prima divisione tedesca con l'Arminia Bielefeld; in precedenza aveva sempre giocato tra la seconda e la quarta divisione tedesca.

### Nazionale
Nato in Germania da padre beninese emigrato per motivi di studio, nel novembre del 2018 ha ricevuto la prima convocazione con la nazionale africana. Ha fatto il suo esordio il 24 marzo 2019, nella partita di qualificazione alla Coppa d'Africa 2019 vinta per 2-1 contro il Togo.

## Palmarès

### Club

#### Competizioni nazionali
- Campionato tedesco di seconda divisione: 1

Arminia Bielefeld: 2019-2020